# Indrek Turi
Indrek Turi (ur. 30 lipca 1981 w Tallinnie) – estoński lekkoatleta, który specjalizował się w wielobojach.

## Kariera
Debiutował w dużych międzynarodowych zawodach w 1998, kiedy to odpadł w półfinale na biegu na 110 metrów przez płotki podczas światowych igrzysk młodzieży w Moskwie. Nie ukończył dziesięcioboju na mistrzostwach Europy juniorów w Rydze (1999). W 2000 był piąty na mistrzostwach świata juniorów, a w kolejnym sezonie uplasował się na szóstej pozycji podczas uniwersjady w Pekinie. Największe sukcesy odniósł w sezonie 2003, kiedy to najpierw został wicemistrzem Europy młodzieżowców, a następnie zdobył srebrny medal uniwersjady. Startował w igrzyskach olimpijskich w 2004 zajmując w tej imprezie odległe miejsce. Złoty medalista mistrzostw Estonii (także w skoku o tyczce i biegu na 60 metrów przez płotki) oraz reprezentant kraju w pucharze Europy w wielobojach lekkoatletycznych oraz meczach międzypaństwowych.
Rekordy życiowe: dziesięciobój (stadion) – 8122 pkt. (28/29 sierpnia 2003, Daegu); siedmiobój (hala) – 5677 pkt. (3 lutego 2008, Tallinn).
Jest autorem projektu medali, które były wręczane podczas rozgrywanych latem 2011 w Tallinnie mistrzostw Europy juniorów.

## Osiągnięcia
| Rok  | Impreza                                | Miejsce          | Pozycja     | Wynik     |
| ---- | -------------------------------------- | ---------------- | ----------- | --------- |
| 1999 | I liga pucharu Europy w wielobojach    | Huddinge         | 15. miejsce | 7086 pkt. |
| 1999 | Mistrzostwa Europy juniorów            | Ryga             | –           | DNF       |
| 2000 | Mistrzostwa świata juniorów            | Santiago         | 5. miejsce  | 7222 pkt. |
| 2001 | I liga pucharu Europy w wielobojach    | Ried im Innkreis | 9. miejsce  | 7639 pkt. |
| 2001 | Uniwersjada                            | Pekin            | 6. miejsce  | 7628 pkt. |
| 2002 | II liga pucharu Europy w wielobojach   | Maribor          | 5. miejsce  | 7252 pkt. |
| 2003 | Młodzieżowe mistrzostwa Europy         | Bydgoszcz        | 2. miejsce  | 7864 pkt. |
| 2003 | Uniwersjada                            | Daegu            | 2. miejsce  | 8122 pkt. |
| 2004 | Superliga pucharu Europy w wielobojach | Tallinn          | 3. miejsce  | 7888 pkt. |
| 2004 | Igrzyska olimpijskie                   | Ateny            | 23. miejsce | 7708 pkt. |